# Bathylaimella simplex
Bathylaimella simplex is een rondwormensoort uit de familie van de Cyatholaimidae.